# Организация железных дорог Греции

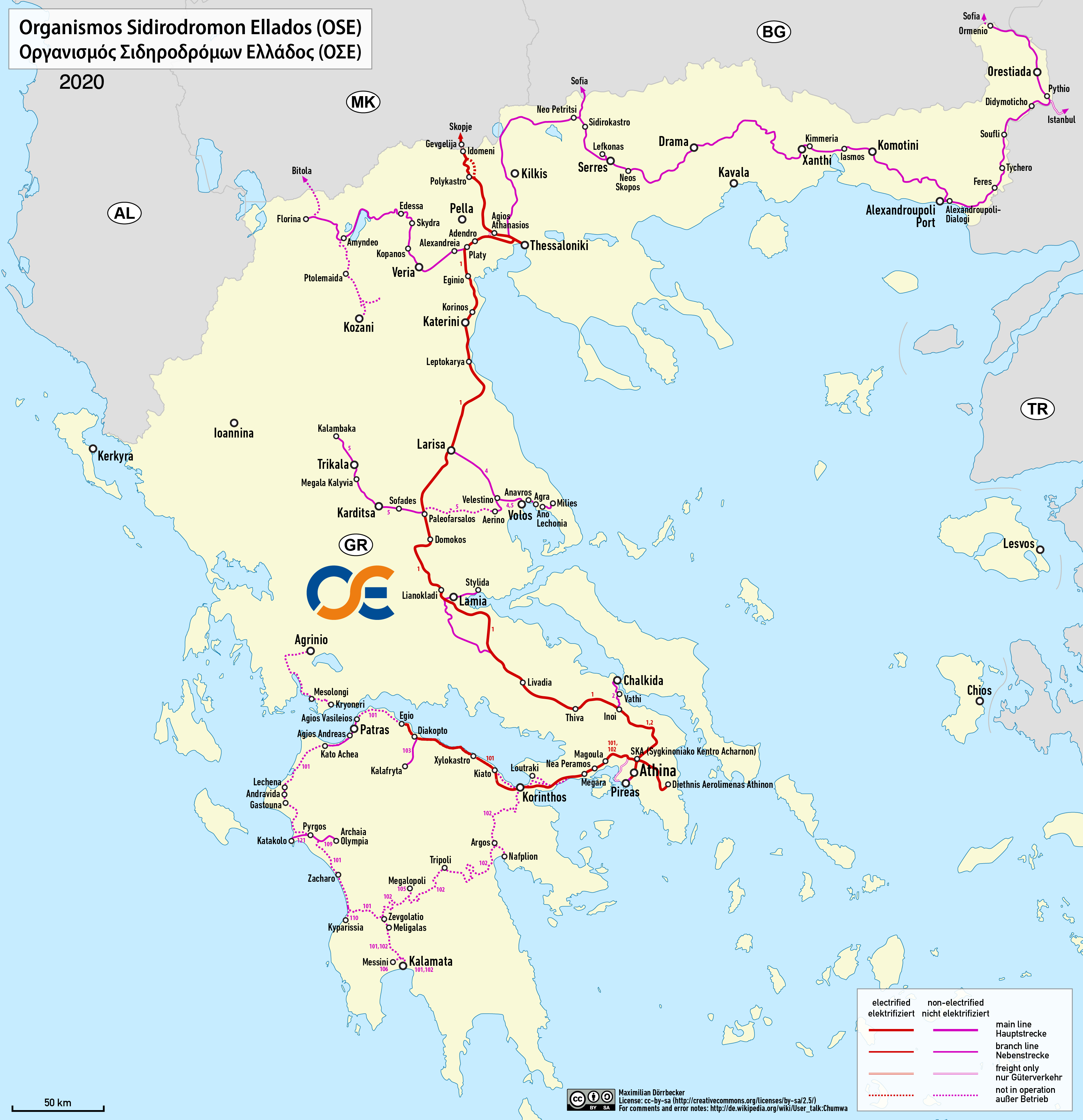

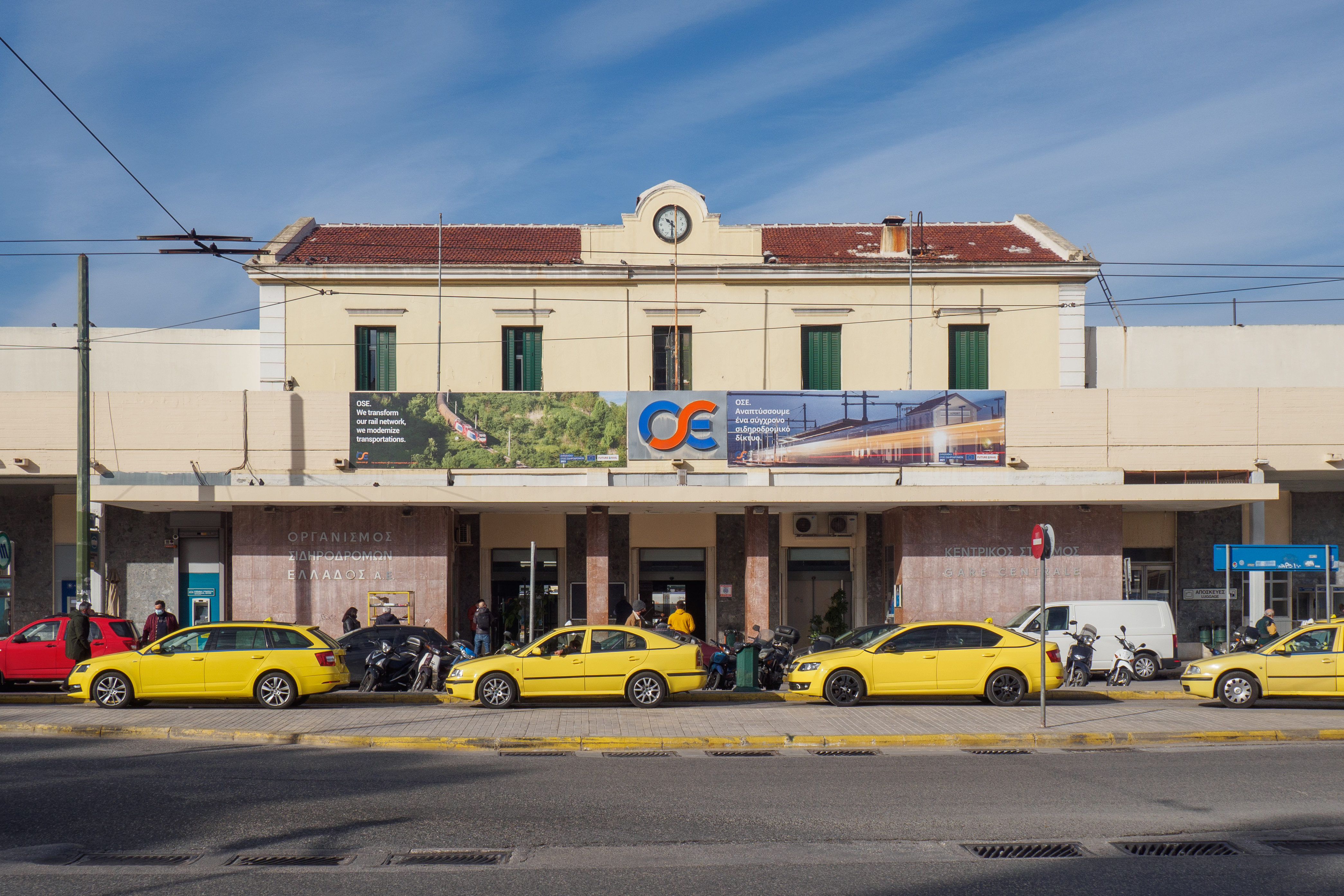
Вокзал в Афинах с эмблемой Организации железных дорог Греции и её названием на греческом языке

Организа́ция желе́зных доро́г Гре́ции (греч. Οργανισμός Σιδηροδρόμων Ελλάδας (ΟΣΕ)) — национальная железнодорожная компания Греции, обслуживающая большинство железных дорог в Греции.
Организована в 1971 году, в Афинах. Президент — Никос Ембеоглу.

## Подвижной состав
Эксплуатируются тепловозы М41 Венгерского производства.

## Последствия долгового кризиса
В 2010 году долги компании достигли 10 миллиардов евро, убытки в 2009 году составили 950 миллионов евро. Правительство Греции выдвинуло предложение сократить количество работников железных дорог с 7,5 тысячи до примерно 3,5 тысяч и продать частным инвесторам до 49 % дочерней компании TRAINOSE, занимающейся перевозками. Долги компании планировалось списать, её обязательства перед третьими лицами государство должно было взять на себя. Проект правительства вызвал волну забастовок работников железнодорожного транспорта. В частности 27, 28 и 29 сентября железнодорожные поезда, а также железная ИСАП на линии от Афин до международного аэропорта «Элефтериос Венизелос» прекратили работу с 06:00 до 09:00, с 14:00 до 17:00 и с 21:00 до 00:00 по местному времени. Основное требование бастующих — отказ правительства от планов приватизации отрасли.
6 октября 2010 года министр транспорта и инфраструктуры Димитрис Реппас отметил незыблемость решения правительства. Также он отметил, что 2500 рабочих Ο.Σ.Ε. власть планирует предложить рабочие места в других отраслях государственного сектора, однако с меньшей заработной платой. С 2011 года долги Ο.Σ.Ε. пересмотрят в сторону увеличения, добавив к ним также задолженность коммунальным службам и т. д. Что касается TRAINOSE, цель правительства заключается в достижении стратегического альянса с частным инвестором, который будет контролировать 49 % железнодорожного сектора и возьмет на себя его управление. На основе этого плана, TRAINOSE придётся платить OSE за инфраструктуру, которую она использует.

## Проекты расширения и модернизации железнодорожной сети в стадии реализации
Проекты расширения и модернизации железнодорожной сети в стадии реализации:
| Участок                                                           | Основание            | Железнодорожное полотно | Сигнализация         | Электрификация       | Станции, которые будут созданы в процессе строительства ветки                              |
| ----------------------------------------------------------------- | -------------------- | ----------------------- | -------------------- | -------------------- | ------------------------------------------------------------------------------------------ |
| Салоники — Промахонас                                             |                      |                         | [ 7 ]                |                      |                                                                                            |
| Салоники — Идомени                                                |                      |                         |                      |                      |                                                                                            |
| Поликастрон — Идомени                                             | Весна 2018           | Весна 2018              | Весна 2018           | Весна 2018           | «Поликастрон», Микродасос                                                                  |
| Салоники — Домокос                                                |                      |                         | [ 7 ]                |                      |                                                                                            |
| Домокос — Лианоклади                                              | (Март 2018)          | (Март 2018)             | (Март 2018)          | (Март 2018)          | Тавмакос, Ангиес, Айос-Стефанос                                                            |
| Титорея — Лианоклади                                              | (17-20 октября 2017) | (17-20 октября 2017)    | (17-20 октября 2017) | (17-20 октября 2017) | Молос                                                                                      |
| Титорея — СКА (Железнодорожный центр Ахарне)                      |                      |                         | [ 7 ]                | [ 12 ]               | Крионери, Инофита                                                                          |
| Объездной тоннель Ахарне                                          |                      |                         |                      |                      |                                                                                            |
| СКА (Железнодорожный центр Ахарне) — Трис-Гефирес                 |                      |                         |                      |                      |                                                                                            |
| Трис-Гефирес — Афины                                              |                      |                         | [ 7 ]                | [ 12 ]               | Железнодорожный вокзал Афин (новые платформы)                                              |
| Афины — Пирей                                                     |                      |                         |                      | Июнь 2017            |                                                                                            |
| Трис-Гефирес — Пирей (новый)                                      | [ 14 ]               | [ 14 ]                  | [ 14 ]               | [ 14 ]               | Керамик                                                                                    |
| Инои — Халкис                                                     |                      |                         |                      |                      |                                                                                            |
| Элефтериос Венизелос — СКА (Железнодорожный центр Ахарне) — Кьято | (Июнь 2017)          | (Июнь 2017)             | (Июнь 2017)          | (Июнь 2017)          | Зефири                                                                                     |
| Истмос-Лутраки                                                    | (Ноябрь 2017)        | (Ноябрь 2017)           | (Ноябрь 2017)        | (Ноябрь 2017)        | Казино-Лутракиу                                                                            |
| Кьято — Рододафни                                                 | (Декабрь 2017)       | [ 18 ]                  | [ 18 ]               |                      | Диминьо, Ксилокастро, Ликопорья, Лийя, Акрата, Платанос, Дьякопто, Элики, Αίγιο, Рододафни |
| Рододафни — Псатопиргос                                           | (Октябрь 2018)       |                         |                      |                      | Селиньятика, Камарес, Псатопиргос                                                          |
| Псатопиргос — Рион                                                | (2020)               |                         |                      |                      | Араховитика, Айос-Василиос, Рион                                                           |
| Рион — Новый порт Патры                                           | (2021—2022)          | (2021—2022)             | (2021—2022)          | (2021—2022)          | Μποζαίτικα, Патры, Патры (Порт)                                                            |
| Лариса — Волос                                                    | [ 22 ]               | [ 22 ]                  |                      |                      |                                                                                            |
| Палеофарсалос- Каламбака                                          |                      |                         |                      |                      |                                                                                            |

- Завершен
- В стадии строительства
- В разработке